# Cavitas
Cavitas is een geslacht van vliesvleugeligen uit de familie Pteromalidae. De wetenschappelijke naam van dit geslacht is voor het eerst geldig gepubliceerd in 2001 door Xiao & Huang.

## Soorten
Het geslacht Cavitas is monotypisch en omvat slechts de volgende soort:
- Cavitas concava Xiao & Huang, 2001